# 琳恩·惠特菲尔德
琳恩·惠特菲尔德（英語：Lynn Whitfield，1953年2月15日—），女，美国演员。曾获得黄金时段艾美奖迷你影集／电视电影最佳女主角。